# Симплициальный комплекс
Симплициальный компле́кс, или симплициальное пространство, — топологическое пространство с заданной на нём триангуляцией, то есть, неформально говоря,  склеенное из топологических симплексов по определённым правилам.

## Определения

### Симплициальный комплекс
Симплициальный комплекс — топологическое пространство, представленное как объединение множеств, гомеоморфных симплексу и образующих триангуляцию этого пространства.

### Геометрический комплекс
Это понятие является частным случаем предыдущего, когда рассматриваются симплексы в евклидовом пространстве.
Геометрический комплекс — множество симплексов в евклидовом пространстве таких, что:
- с любым из симплексов в это множество входят все его грани;
- любые два симплекса либо вообще не имеют общей точки, либо пересекаются только по целой грани какой-то размерности, причём только по одной грани;
- у любой точки {\displaystyle x} комплекса есть окрестность {\displaystyle U} такая, что если {\displaystyle U} пересекается с симплексом комплекса {\displaystyle \Delta }, то {\displaystyle x\in \Delta }.

Часто дополнительно требуют локальную конечность, то есть должно выполняться следующее условие:
- любая точка комплекса имеет окрестность, пересекающуюся не более чем с конечным числом симплексов.

### Абстрактный комплекс
Абстрактный комплекс — это множество {\displaystyle V} с выделенным набором его конечных подмножеств {\displaystyle S} таких, что если {\displaystyle X\in S} и {\displaystyle Y\subset X,} то {\displaystyle Y\in S}.
При этом элементы множества {\displaystyle V} называются вершинами комплекса, а элементы множества {\displaystyle S} называются его симплексами.

## Связанные определения
- n-мерным остовом комплекса называется подкомплекс, образованный всеми его симплексами размерности не более n.
- Размерность симплициального комплекса определяется как максимальная размерность его симплексов.

Пусть K есть симплициальный комплекс, и пусть S — некоторый набор симплексов в K.
- Замыкание {\displaystyle S} (обозначается {\displaystyle {\textrm {Cl}}S}) есть наименьший подкомплекс в {\displaystyle K}, содержащий каждый симплекс из {\displaystyle S}. Замыкание {\displaystyle {\bar {S}}} может быть получено путём добавления к {\displaystyle S} всех граней всех симплексов из {\displaystyle S}.

- Два симплекса и их замыкание.

- Звезда от {\displaystyle S} (обозначается {\displaystyle {\textrm {St}}S}) — объединение звёзд всех симплексов в {\displaystyle S}. Для одного симплекса {\displaystyle S} звезда {\displaystyle S} — это набор симплексов, имеющих {\displaystyle S} своей гранью. (Звезда - S, как правило, не является симплициальным комплексом).

- Вершина и её звезда
- Вершина и её линк

- Линк {\displaystyle S} (обозначается {\displaystyle {\textrm {Lk}}S}) может быть определён как  
{\displaystyle {\textrm {Lk}}S={\textrm {Cl}}({\textrm {St}}S)\backslash {\textrm {St}}({\textrm {Cl}}S).}

Это — подкомплекс, образованный всеми симплексами, входящими в симплексы большей размерности вместе с симплексом из {\displaystyle S,} но не имеющие граней из {\displaystyle S}.